# Isochromodes crassa
Isochromodes crassa là một loài bướm đêm trong họ Geometridae.